# Magritte/Bestes Szenenbild
Gewinner und Nominierte des belgischen Filmpreises Magritte in der Kategorie Bestes Szenenbild (Meilleurs décors) seit der ersten Verleihung im Jahr 2011. Ausgezeichnet werden die besten Szenenbildner einheimischer Filmproduktionen des vergangenen Kinojahres. 
| Statistik                         | Name             | Anzahl | Jahr                         |
| --------------------------------- | ---------------- | ------ | ---------------------------- |
| Häufigste Auszeichnungen          | Catherine Cosme  | 2      | 2020, 2025                   |
| Häufigste Auszeichnungen          | Eve Martin       | 2      | 2023, 2024                   |
| Häufigste Auszeichnungen          | Véronique Sacrez | 2      | 2012, 2014                   |
| Häufigste Auszeichnungen          | Alina Santos     | 2      | 2013, 2019                   |
| Häufigste Nominierungen           | Catherine Cosme  | 5      | 2014, 2018, 2020, 2024, 2025 |
| Häufigste Nominierungen ohne Sieg | Igor Gabriel     | 3      | 2012, 2014, 2015             |

Die unten aufgeführten Filme werden mit ihrem deutschen Verleihtitel (sofern vorhanden) angegeben. Danach folgt in Klammern und in kursiver Schrift der Originaltitel. Vorn steht der Name des Szenenbildners.

## 2010er Jahre
2011
Éric Blésin und Marc Nis – Panik in der Pampa (Panique au village)
- Mohammed Ayada – Les Barons
- Patrick Dechesne und Alain-Pascal Housiaux – Illegal (Illégal)

2012
Véronique Sacrez – Vertraute Fremde (Quartier lointain)
- Eugénie Collet und Florence Vercheval – Die Meute (La Meute)
- Igor Gabriel – Der Junge mit dem Fahrrad (Le Gamin au vélo)
- Paul Rouschop – Kleine Riesen (Les Géants)

2013
Alina Santos – Dead Man Talking
- Patrick Dechesne und Alain-Pascal Housiaux – La Folie Almayer
- Françoise Joset – L’Envahisseur

2014
Véronique Sacrez – Tango Libre (Tango libre)
- Catherine Cosme – Le Monde nous appartient
- Igor Gabriel – Die fünfte Jahreszeit (La Cinquième saison)

2015
Hubert Pouille – Marina
- Igor Gabriel – Zwei Tage, eine Nacht (Deux jours, une nuit)
- Julia Irribarria – Der Tod weint rote Tränen (L’Étrange couleur des larmes de ton corps)

2016
Emmanuel de Meulemeester – Alleluia – Ein mörderisches Paar (Alleluia)
- Eve Martin – Ich bin tot, macht was draus! (Je suis mort mais j’ai des amis)
- Paul Rouschop – Alle Katzen sind grau (Tous les chats sont gris)

2017
Paul Rouschop – Das Ende ist erst der Anfang (Les Premiers les derniers)
- Florin Dima – Keeper
- Véronique Sacrez – Éternité

2018
Laurie Colson – Raw (Grave)
- Catherine Cosme – Noces
- Luc Noël – Mein Engel (Mon ange)

2019
Alina Santos – Leichen unter brennender Sonne (Laissez bronzer les cadavres)
- Philippe Bertin – Girl
- Véronique Sacrez – Es war einmal in Deutschland …

## 2020er Jahre
2020
Catherine Cosme – Lola und das Meer (Lola vers la mer)
- Françoise Joset – The Room
- Hubert Pouille und Pepijn Van Looy – De Patrick

2021
nicht vergeben

2022
Lisa Etienne – Madly in Life (Une vie démente)
- Laurie Colson und Lise Péault – Titane
- Anna Falguères – Die Ruhelosen (Les Intranquilles)

2023
Eve Martin – Close
- Anna Falguères – Zero Fucks Given – Lebe den Tag, liebe das Leben (Rien à foutre)
- Paul Rouschop und Julien Denis – Nobody Has to Know

2024
Eve Martin – Omen (Augure)
- Catherine Cosme – Dalva
- Julien Dubourg – Le syndrome des amours passées

2025
Catherine Cosme – Night Call – Überlebe die Nacht (La Nuit se traîne)
- Eve Martin – Durch die Nacht (Quitter la nuit)
- Ladys Oliviera Silva – Il pleut dans la maison